# D. Eiler
Daniel Eiler (født 25. juli 1805 i Jernved Præstegård nord for Ribe, død 6. februar 1887) var en dansk gårdmand og politiker, medlem af Folketinget 1853-1855.
Eiler var søn af sognepræst Jakob Eiler. Han lærte landbrug og overtog i 1832 en gård i Ferup i Lejrskov Sogn ved Kolding som hans far havde købt. Familien var flyttet til sognet da faren blev forflyttet til Lejrskov-Jordrup Sogne i 1813. Gården blev overtaget af en søn i 1868, og Eiler blev boende på den som aftægtsmand.
Han var medlem af sogneforstanderskabet og skolepatron 1842-1850 og medlem af amtsrådet i Ribe Amt 1852-1856. Eiler var med til at stifte Kolding Sparekasse i 1856 og i var sparekassens bestyrelse i mange år.
Eiler var medlem af Folketinget valgt i Ribe Amts 4. valgkreds (Bækkekredsen) fra 27. maj 1853 til 8. oktober 1855. Han blev valgt ved kåring ved valgene i maj 1853, 1854 og 1855, men nedlagde sit mandat under 4 måneder efter valget i 1855 og stillede ikke op igen. Gårdmand Henrik Jensen blev valgt som hans efterfølger i kredsen ved et suppleringsvalg i november 1855.